# Noetiidae
Die Noetiidae sind eine Muschelfamilie aus der Ordnung der Arcida. Derzeit werden etwa 16 Gattungen mit 35 rezenten Arten zur Familie der Noetiidae gezählt. Die Noetiidae sind seit der Unterkreide bekannt.

## Merkmale
Die gleichklappigen, meist kleinen Gehäuse sind im Umriss eiförmig, länglich-eiförmig oder länglich-trapezförmig bis schief dreieckig. Sie haben meist eine Adultgröße von fünf bis 30 Millimetern, bei wenigen Arten auch bis 8 Zentimetern. Der Wirbel ist nach vorne verlagert, er befindet sich mehr oder weniger weit in der vorderen Hälfte des Gehäuses. Durch die stark eingerollten Wirbel kann das Dorsalfeld von oben gesehen ziemlich breit sein. Die Gehäuse haben bei geschlossenen Klappen keinen oder nur einen kleinen Spalt, an dem der Byssus austreten kann. Vom Wirbel verläuft ein scharfer Kiel zur Ecke des Hinter- und Ventralrands.
Das Schloss ist taxodont mit zahlreichen gleichförmigen Zähnchen. Das Ligament kann eng oder breit sein, entsprechend der Größe des Dorsalfeldes. Es kann prosodetisch (vor dem Wirbel), amphidetisch (vor und hinter dem Wirbel) oder opisthodetisch (hinter dem Wirbel) liegen. Es hat quer zur Dorsalachse verlaufende Streifen elastischen Materials, eingebettet in fibröses Material, das mit der Schale Kontakt hat.
Das Gehäuse ist ausgesprochen dickschalig. Die Ornamentierung besteht aus radialen Rippen und/oder konzentrischen Anwachsstreifen, die ein netzartiges Muster bilden können. Das Periostracum ist generell zu Haaren oder Zotten ausgezogen. Die Mantellinie ist ganzrandig ohne Einbuchtung. Es sind immer zwei Schließmuskeln vorhanden, die annähernd gleich groß sind. Um die Muskelansatzstellen herum sind niedrige Krempen ausgebildet.

## Geographische Verbreitung und Lebensraum
Die Arten der Familie Noetiidae kommen weltweit fast ausschließlich in tropischen und subtropischen Meeren vor. Lediglich eine Art dringt auch in gemäßigte Breiten vor. Sie leben meist im Gezeitenbereich bis  flachem Wasser. Sie sind dort mit Byssus an Korallen und Hartsubstrate angeheftet, oder leben versteckt in Felsspalten. Andere graben frei (ohne Byssusanheftung) in weichen Sedimenten des flachen Wassers, auch in ästuarinen Bereichen.
Die Vertreter der Familie Noetiidae sind getrenntgeschlechtlich. Zumindest bei einigen Arten ist eine planktotrophe Larve nachgewiesen.

## Taxonomie
Das Taxon wurde 1930 als Unterfamilie Noetiinae von Ralph Bentley Stewart vorgeschlagen. Es ist damit auch als Familienname verfügbar. Bouchet & Rocroi (2011) führen das Taxon als Familie innerhalb der Überfamilie Arcoidea, Carter et al. (2011) behandeln es als Unterfamilie der Archenmuscheln (Arcidae). Das World Register of Marine Species weist der Familie folgende Gattungen zu:
- - Arcopsis von Koenen, 1885
  - Congetia M. Huber, 2010
  - Didimacar Iredale, 1939
  - Estellacar Iredale, 1939
  - Mulinarca Iredale, 1939
  - Noetia Gray, 1857
    - Noetia ponderosa (Say, 1822)

  - Noetiella Thiele & Jaeckel, 1931
  - Noetinella Thiele & Jaeckel, 1990
  - †Quadrilatera Deshayes 1860
  - Ribriarca Noda, 1980
  - †Scapularca Cossmann, 1913
  - Sheldonella Maury, 1917
  - Stenocista Oliver & Cosel, 1993
  - Striarca Conrad, 1862
  - †Trigonodesma Wood, 1864
  - Trinacria Mayer-Eymar, 1868
  - Verilarca Iredale, 1939